# Arna Bontemps
Arna Wendell Bontemps (Alexandria, 13 ottobre 1902 – 4 giugno 1973) è stato un poeta e scrittore statunitense, importante figura dell'Harlem Renaissance. Come bibliotecario alla Fisk University raccolse un importante corpus di letteratura e cultura afroamericana, segnando così un importante successo negli studi accademici. Nel 2002 lo studioso Molefi Kete Asante inserì Bontemps tra i 100 più grandi afroamericani.

## Vita e opere
Bontemps nacque ad Alexandria, in Louisiana. I suoi genitori erano Paul Bontemps e Marie Pembrooke Bontemps. La sua casa natale, al 1327 della terza strada, è stato recentemente ristrutturato e trasformato nel Bontemps African American Museum, che è stato incluso nel Louisiana African American Heritage Trail.
A tre anni la sua famiglia si trasferì nel distretto di Watts, a Los Angeles (California), durante la cosiddetta grande migrazione afroamericana nel corso della quale un gran numero di afroamericani si spostarono dagli Stati del sud a quelli del nord, midwest e ovest. Si laureò al Pacific Union College in California nel 1923 e, dopo la laurea, andò a risiedere a New York per insegnare alla Harlem Academy. A New York divenne un'importante figura per l'Harlem Renaissance.
Iniziò a scrivere quando era ancora uno studente del Pacific Union College e divenne l'autore di molti libri per bambini. Il suo lavoro più importante per la critica è The Story of the Negro (1948), con il quale vinse un Jane Addams Book Award e un Newbery Honor. Il suo romanzo più conosciuto resta comunque God Sends Sunday pubblicato nel 1931. Scrisse anche St Louis Woman per il teatro assieme a Countee Cullen.
Nel 1943, dopo essersi laureato all'University of Chicago con una laurea magistrale in biblioteconomia, Bontemps venne nominato bibliotecario alla Fisk University di Nashville, Tennessee. Mantenne quel ruolo per 22 anni e raccolse un importante archivio riguardante la cultura e la storia afroamericana. Attraverso il suo lavoro di biblioteconomia e bibliografica, Bontemps divenne una figura chiave per la letteratura afroamericana intesa come obiettivo di studio e preservazione.
Bontemps morì il 4 giugno 1973 per un infarto, mentre stava lavorando alla sua autobiografia.

## Opere
Tutte le opere sono di Arna Bontemps, tranne dove diversamente indicato.
- God Sends Sunday, (New York, Harcourt, Brace and Co., 1931)
- Popo and Fifina, Children of Haiti, di Arna Bontemps e Langston Hughes, (New York: Macmillan, 1932)
- You Can't Pet a Possum, (New York: W. Morrow, 1934)
- Black Thunder, (New York: Macmillan, 1936)
- Sad-faced Boy, (Boston: Houghton Mifflin, 1937)
- Drums at Dusk: a Novel, (New York: Macmillan, 1939)
- Father of the Blues: an Autobiography, di W.C. Handy: curato da Arna Bontemps, (New York: Macmillan, 1957)
- Golden Slippers: an Anthology of Negro Poetry for Young Readers, materiale raccolto da Arna Bontemps, (New York: Harper & Row, 1941)
- The Fast Sooner Hound, di Arna Bontemps e Jack Conroy, (Boston: Houghton Mifflin, 1942)
- They Seek a City, (Garden City, New York: Doubleday, Doran and Co., 1945)
- We Have Tomorrow, (Boston: Houghton Mifflin, 1945)
- Slappy Hooper, the Wonderful Sign Painter, di Arna Bontemps e Jack Conroy, (Boston: Houghton Mifflin, 1946)
- Story of the Negro, (New York: Knopf, 1948)
- The Poetry of the Negro, 1746-1949: an anthology, curato da Langston Hughes e Arna Bontemps, (Garden City, NY: Doubleday, 1949)
- George Washington Carver, (Evanston, IL: Row, Peterson, 1950)
- Chariot in the Sky: a Story of the Jubilee Singers, (Philadelphia: Winston, 1951)
- Sam Patch, the High, Wide & Handsome Jumper, di Arna Bontemps and Jack Conroy, (Boston: Houghton Mifflin, 1951)
- The Story of George Washington Carver, (New York: Grosset & Dunlap, 1954)
- Lonesome Boy, (Boston: Houghton Mifflin, 1955)
- The Book of Negro Folklore, curato da Langston Hughes e Arna Bontemps, (New York: Dodd, Mead, 1958)
- Frederick Douglass: Slave, Fighter, Freeman, (New York: Knopf, 1959)
- 100 Years of Negro Freedom, (New York: Dodd, Mead, 1961)
- American Negro Poetry, curato e con un'introduzione di Arna Bontemps, (New York: Hill and Wang, 1963)
- Personals, (London: P. Breman, 1963)
- Famous Negro Athletes, (New York: Dodd, Mead, 1964)
- Great Slave Narratives, (Boston: Beacon Press, 1969)
- Hold Fast to Dreams: Poems Old and New Selected di Arna Bontemps, (Chicago: Follett, 1969)
- Mr. Kelso's Lion, (Philadelphia: Lippincott, 1970)
- Free at Last: the Life of Frederick Douglass, (New York: Dodd, Mead, 1971)
- The Harlem Renaissance Remembered: Essays, Edited, With a Memoir, (New York: Dodd, Mead, 1972)
- Young Booker: Booker T. Washington's Early Days, (New York, Dodd, Mead, 1972)
- The Old South: "A Summer Tragedy" and Other Stories of the Thirties, (New York: Dodd, Mead, 1973)

## Opere registrate
- In the Beginning: Bible Stories for Children di Sholem Asch, (Folkways Records, 1955)
- Joseph and His Brothers: From In the Beginning di Sholem Asch, (Folkways Records, 1955)
- Anthology of Negro Poets in the U.S.A. - 200 Years, (Folkways Records, 1955)
- An Anthology of African American Poetry for Young People, (Folkways Records, 1990)